# 內湖虐貓事件
內湖虐貓事件是指2006年6月25日台灣台北市的方尚文以匿名「catkiller 飛天貓」在網路上聲稱自己凌虐幼貓，並張貼虐貓的照片所引發的事件。該案促使動物保護議題獲得討論，第六屆立法院於2007年6月修正動物保護法:46，將動物虐待行為入罪化。:9

## 事件經過

### 事件起源
該事件起因於2006年6月25日上午7點40分，網路暱稱為「catkiller 飛天貓」的網路使用者，於中國大陆「貓咪有約論壇」發表「我養貓貓的日記」。該網路文字中，以女性口吻並使用簡體字描述配合照片說明凌虐一隻兩個月大小貓的經過。照片中包括以「吊掛、剪鬍鬚、強灌胡椒粉與洗髮精、瓶蓋嗚口鼻、夾子夾耳朵、橡皮筋綁四肢」，並導致小貓口吐白沫、脫肛等虐貓過程。文章並最後加附了：「只不過把她砸在地上一下而已就骨折了...我以後會多領養一些貓來玩」等語。
在catkiller發文後隔天，再度於「貓咪有約論壇」發表文章，內容表示自己已經「對於貓進行『必要處理的手段』」，並自誇熟知相關法律，虐待動物並沒有違犯刑事法規，就算公安、警察也對他無可奈何，並在文末表明：「所以我會一只一只的把處理她們的過程用相機拍給你們看，而且會在她們骨折以後，將她裝箱置於台北市內湖區的某處公交站牌下，將照片上網提供給各位搜尋，看看能不能在她們…. 之前找到！」
經中國大陆網友調查發文者IP資料，確認發文者來自台灣，這兩篇文章立即被轉貼到台灣的貓咪論壇，並引起極大的反響。網友除了向警方報案、尋求立委協助外，並自發組織起來，企圖從發文IP及相關照片背景等資料調查此事件，以找到虐貓者catkiller。

### 確認虐貓者
6月30日，蘋果日報於頭件要聞版A6面報導此事件，其餘媒體也陸續跟進報導。網友也開始調查網路上所有使用catkiller為帳號名稱之使用者，其間甚至發生「找錯人」的情況，誤認某王姓男子為虐貓者，後經網友實際接觸後，確認該王姓男子與虐貓案無關。
2006年7月初，警方受理報案後，經由IP比對，很快確認虐貓者catkiller為方尚文，但警方表示，方尚文到案偵訊時否認凌虐貓咪，並以警員無搜索票為由，拒絕進入其內湖住所搜索，警方最後以違反社會秩序維護法，將其函送台北市政府裁罰。但若依社會秩序維護法處分，罰則太輕，因此發文請動物衛生檢驗所協助。台北市動物衛生檢驗所於七月底約談方尚文，方員堅決否認虐死小貓，檢驗所人員仍不得其門而入。不過動物衛生檢驗所仍依動物保護法規定之罰鍰上限，對方尚文開出五萬元之虐待動物罰單。
礙於法律原因警方不能對外透漏任何關於方尚文之資料，雖有報導指稱鄰居曾聽到貓的哀嚎聲，但此非刑事犯罪，警方也不能破門而入救出小貓，於是愛貓網友以虐貓照片中背景之窗外景色為目標，搜尋虐貓者。7月26日，網友認為照片拍攝之建築地點位於內湖區江南街，同日華視新聞以「科技新貴虐貓 拍照上網發言挑釁」為題，報導此次事件虐貓者已被找到，但記者前往按鈴探訪未果，該報導亦未報導出虐貓者姓名等詳細資料；網友仍透過各管道希望能進一步知道虐貓者catkiller之姓名及相關資料。

### 媒體擴大報導
2006年8月1日，蘋果日報及自由時報、東森新聞報等台灣各大媒體同時報導此事件，並刊登出虐貓者方尚文之姓名與經馬賽克處理之虐貓照片。其中蘋果日報以頭條報導，並指疑似虐貓男子方尚文（三十二歲），具法律系高學歷，在北市內湖科技園區一家高科技公司任業務員。自由時報則指出，方尚文是台北內湖科技園區一家知名資訊公司法務人員，他熟讀法律、精通電腦。同日，台灣各媒體皆跟進報導並拍攝出方尚文之照片或影像。
媒體擴大報導後隔日，方尚文分別於上午及晚上接受蘋果日報及TVBS-NEWS之專訪，表示自己並沒有虐待小貓，並對引發事件之各張照片及描述一一解釋，同時表示已將事件中受虐之小貓放生，此舉動已對他的生涯造成巨大衝擊與傷害，也因此而離職。

### 網友與官方反應
網友於網路公佈方尚文戶籍地址，並在網路上號召群眾前往方家抗議。愛貓人士遂於8月2日傍晚攜帶白蠟燭和布條，分別至方尚文內湖及文山住所前進行集會抗議，參予者除台北當地人士，亦有來自新竹、台中等地之愛貓者，這些人在方家門口呼口號、發送傳單，但此抗議活動並未依法申請。抗議活動約餘晚間十時結束，唯仍有數名貓友持續守候，希望可以等到方尚文現身。
8月3日凌晨四點半，方尚文偕同TVBS-NEWS之工作人員返回內湖住所接受專訪並拍攝屋內狀況，遭受部分徹夜守候之愛貓人士「攔腰擋住方尚文的去路，並且一把抓住他，方尚文掙脫不了，乾脆揮拳反抗」，對方不肯善罷甘休，便撲向方男，2個人就這樣重心不穩，直接撲倒。 在TVBS新聞工作人員之保護下，愛貓人士未與方尚文進行更多接觸。
8月3日上午，在身份曝光後，方尚文終於主動通知臺北市動物衛生檢驗所，同意讓動物保護檢查員進入其內湖租屋處搜查。不過當動檢員在進入住所確認時，並未發現受虐小貓及方尚文於6月26日在網路所聲稱之三大四小的貓咪蹤影，但發現有貓砂、貓罐頭等飼養貓咪跡證，而貓已下落不明。同時方尚文再度向媒體表示願意為此次事件道歉，而照片中受虐之小貓已帶到當初撿到的地方放生。在與動檢員進入內湖住所前，方尚文又於住所樓下遭到一名自稱鄰居而在該地圍觀之女性從後方揮拳，但這次他未做出任何回應。

### 當事人反應
2006年8月2日，方尚文先於接受TVBS新聞台專訪時表示：「我真的沒有虐貓的意圖，可能我出手或管教失當，可能帶給社會大眾很不好觀感，我再一次道歉。」。8月3日，方尚文於住所內向記者表示：「我飼養寵物最初的目的，並不是要凌虐牠，飼養過程中，可能因為貓咪調皮，導致我情緒失控，才會對貓咪做了近乎凌虐的行為。」8月5日，方尚文以電子郵件投書至自由時報，信函寫明給「可敬的動物保護人士」，內容為向社會大眾表達歉意，部份內容被刊登於隔日自由時報生活新聞版面中。
至於引發本次事件的虐貓照片，方尚文承認引發事件之文章中的照片是自己所拍攝的「趣味照片」，內容只是對貓咪的適度管教。至於讓小貓喝沐浴乳並口吐白沫之照片，方尚文聲稱只是流口水。方尚文說：「附炸雞那種胡椒粉，那時候貓就跑來舔胡椒粉，不過貓吃完了之後，可能因為第一次吃到辣食吧，所以開始流口水。」至於脫肛的原因：方尚文表示：「牠的排便不是很順暢，我會稍微擠壓牠的肚子，讓牠的排便比較順暢，那就這樣可能造成牠脫肛，隔天牠就好啦。」而以夾子夾小貓的耳朵，以橡皮筋綁住小貓四肢等，他解釋這都是訓練的一部份。方尚文於住所接受記者訪問時也聲稱，放生貓咪時牠仍可走動，且脫肛問題已經恢復，並沒有自己先前在網路所描述的骨折傷勢。不過方尚文先前宣稱貓已送人領養，後又稱貓已放生，前後說辭不一，最後仍無法得知受虐貓咪下落。
為平息眾怒，以及充分表達自己的悔意，方尚文對外表示將要協助國內的動物保護法修法事宜，並願意擔任義工。2007年1月，方尚文依先前承諾完成兩萬餘字的動物保護法相關法令彙整，交由台北市動物衛生檢驗所參考。動檢所所長嚴一峰指出，方以自身案例探討「動物人權」議題，文中看得出他的悔意與誠意。方尚文在文中雖贊成提高虐待動物之罰鍰，不過對於科以刑事責任，仍持否定態度。

## 社會影響

### 動物保護議題
對於虐貓事件，精神科醫師劉宗憲向記者分析認為，「虐待動物行為的心理因素很多」，不過，「會虐待動物的人，大多不具愛心，也可能有社會邊緣性格」「如果在外的人際關係不好以及跟家人的親密感不足，會造成他的情緒是比較無情的、冷血的，他可能就會把這個動物當成類似沒有生命的玩具去處理」。該事件引發了台灣社會對虐待動物者心理健康的關注。
而法律對於虐待動物者只有行政处罚，即只能处以罚锾，没有刑事责任，无法有效吓阻虐待动物的行为，也招致許多人的抨擊。立委蕭美琴在事件發生時即表示，有必要修法增设紧急强制处分机制，並增列虐待动物者的刑责。動檢所所長嚴一峰也說到，「對這次行為，我們很遺憾的就是，我們的動物保護人員，沒有辦法在第一時間進入他的家宅內，因為這涉及到刑罰侵入住宅罪，除非有法律授權，急迫的狀態下才能讓人進去」，有必要朝緊急處置的方面修法。
2006年8月，因該事件的影響，台灣的農委會表示，動物保護法修正草案已完成，未來虐待動物且造成動物明顯肢體殘障者，可處一年以下有期徒刑。而民間也在當年9月9日搖尾巴節發起「推動全面修改動保法大遊行」，推動動保法改革。
2007年6月，第六屆立法院通過王幸男版「動物保護法第三十條及第三十一條條文修正草案」:46，規定虐待、傷害及棄養動物者致動物重傷或死亡將處以刑責，最高可處以一年以下有期徒刑。正式將動物虐待行為入罪化。:92007年12月，蕭美琴版修正案正式三讀通過:46-47，通過的修正案規定「故意虐待或傷害動物，導致動物肢體嚴重殘缺、重要功能喪失或死亡，可處新台幣十萬元以上、五十萬元以下罰鍰，並得公布姓名、名稱或照片，拒不改善得按次處罰；情節重大或兩年內再犯者，罰鍰提高到新台幣二十萬至一百萬元；如果是五年內再違反規定者，可處一年以下有期徒刑、拘役或併科新台幣一百萬元以下罰金。」

### 大眾看法
此事件中，愛貓者之網路社群自力找出虐貓者，迫使方尚文受到極大輿論壓力，甚至自原任職公司離職，使得大眾注意到網路上之不當言行可能產生重大後果。

## 外部連結
- 貓咪有約論壇
- 在台灣的虐貓案初始討論串 （页面存档备份，存于）